# Naumivka, Bobrovîțea
Naumivka (în ucraineană Наумівка) este un sat în comuna Osokorivka din raionul Bobrovîțea, regiunea Cernihiv, Ucraina.

## Demografie
Componența lingvistică a localității Naumivka
     Ucraineană (99,19%)
     Alte limbi (0,81%)
Conform recensământului din 2001, majoritatea populației localității Naumivka era vorbitoare de ucraineană (99,19%), existând în minoritate și vorbitori de alte limbi.